# Parafia św. Stanisława w Kobylinie
Parafia Świętego Stanisława w Kobylinie – parafia rzymskokatolicka należąca do dekanatu Krotoszyn diecezji kaliskiej. Została utworzona w 1289. Mieści się przy ulicy Kościelnej.